# منتخب تايوان لكرة السلة
منتخب تايوان لكرة السلة هو ممثل تايوان الرسمي في المنافسات الدولية في كرة السلة. ينتمي إلى منطقة الاتحاد الآسيوي لكرة السلة. انضم إلى الاتحاد الدولي لكرة السلة في 1981.

## البطولات التي شارك فيها
- بطولة آسيا لكرة السلة
- كأس العالم لكرة السلة
- كرة السلة في الألعاب الأولمبية